# Ditto (bài hát của NewJeans)
"Ditto" là bài hát được thu âm bởi nhóm nhạc nữ Hàn Quốc NewJeans cho album đĩa đơn đầu tiên của họ OMG. Album đĩa đơn dự kiến sẽ được phát hành bởi ADOR, một công ty con của Hybe Corporation, vào ngày 2 tháng 1 năm 2023. "Ditto" được tung ra dưới dạng ca khúc phát hành trước vào ngày 19 tháng 12 năm 2022.

## Phát hành và quảng bá
Ngày 10 tháng 11 năm 2022 trong cuộc họp báo cộng đồng thường niên của Hybe Corporation trên YouTube, Giám đốc điều hành Park Jiwon đã thông báo rằng NewJeans sẽ trở lại vào ngày 2 tháng 1 năm 2023 với album đơn đầu tiên OMG. Cùng ngày, có thông tin tiết lộ rằng album đĩa đơn sẽ bao gồm ca khúc chủ đề cùng tên, cũng như một đĩa đơn phát hành trước, được phát hành vào ngày 19 tháng 12 năm 2022. Teaser đầu tiên, lấy cảm hứng từ hình ảnh Giáng sinh thập niên 90, được phát hành vào ngày 12 tháng 12. Cùng ngày, tựa đề của bản phát hành trước đã được tiết lộ. NewJeans chuẩn bị hai video âm nhạc cho "Ditto", cả hai đều do Shin Woo-seok làm đạo diễn.

## Sáng tác
Bài hát được viết lời bởi Minji của NewJeans, Oohyo, The Black Skirts và Ylva Dimberg, người cũng tham gia sáng tác với 250. "Ditto" được viết bằng cả tiếng Anh và tiếng Hàn và được sáng tác ở điệu tính F♯ thứ, với nhịp độ 134 nhịp mỗi phút. Trong một tuyên bố ngắn với các truyền thông Hàn Quốc, Giám đốc điều hành ADOR Min Hee-jin nói rằng ca khúc thể hiện âm hưởng mùa đông của NewJeans và bài hát diễn giải lại thể loại khiêu vũ của câu lạc bộ Baltimore với "phong cách riêng".

## Đánh giá chuyên môn
| Đánh giá chuyên môn | Đánh giá chuyên môn |
| Nguồn đánh giá      | Nguồn đánh giá      |
| Nguồn               | Đánh giá            |
| ------------------- | ------------------- |
| IZM                 |                     |

Joshua Minsoo Kim của NPR đánh giá cao lựa chọn sản xuất tối giản của NewJeans, điều này giúp họ nổi bật so với các đồng nghiệp trong ngành K-pop. Ko Kyung-seok của tờ Hankook Ilbo khen ngợi quá trình sản xuất của 250 và lưu ý rằng mặc dù giai điệu có vẻ đơn giản, nhưng "ẩn chứa sự thử nghiệm và phức tạp". Bang Ho-jung của Kookje Shinmoon cảm thấy xúc động với bài hát và cho rằng "âm thanh đơn giản" giúp người nghe tập trung vào giọng hát, giai điệu và lời bài hát. Nhà phê bình Kim Yun-ha cho rằng cấu trúc bài hát "bình thường", nhưng thấy bài hát có sức cảm động, viết rằng "Ditto" gói gọn mùa đông với "những mảnh ký ức nhỏ bé được ẩn giấu giữa cái lạnh thấu xương, cây cối to lớn, cảnh đường phố ồn ào và tiếng cười của bạn bè".
JT Early từ Beats Per Minute viết rằng bài hát "nắm bắt tốt nhất khía cạnh 'mùa đông' của nhóm, tươi mới và hơi tối hơn trong không gian âm thanh". Sara Delgrado của Teen Vogue đánh giá "Ditto" là một trong những sản phẩm xuất sắc nhất của họ cho đến nay, trong khi Divyansha Dongre của Rolling Stone India  cho rằng bài hát là một kết thúc "phi thường" cho "chương nhạc" của nhóm trong năm 2022. Crystal Bell đã xếp "Ditto" ở vị trí thứ 25 trong danh sách 25 bài hát K-pop hay nhất năm 2022 của Mashable. Rolling Stone đã xếp bài hát ở vị trí thứ 19 trong danh sách 100 bài hát vĩ đại nhất trong lịch sử K-pop năm 2023. Webzine Music Y đã xếp "Ditto" ở vị trí thứ nhất trong bảng xếp hạng 10 bài hát hay nhất năm 2023 của họ. Kim Do-heon, thành viên của ủy ban tuyển chọn tại Korean Music Awards, mô tả "Ditto" là "vừa tươi mới vừa ấm áp, mới mẻ và đầy hoài niệm, một bài hát tượng trưng cho mùa đông năm 2022". Tạp chí Paste đã xếp bài hát ở vị trí thứ 23 trong danh sách 100 bài hát hay nhất của thập kỷ 2020 tính đến nay.

## Video âm nhạc
Video âm nhạc gồm hai phần được đạo diễn bởi Shin Woo-seok, người điều hành Dolphiners Films, một công ty sản xuất phim và thương mại. Kể một câu chuyện "như phim" của NewJeans và Bunnies (tên fandom của nhóm). Đoạn video bắt đầu tương tự như một cuốn phim gia đình, năm thành viên trong bộ đồng phục học sinh. Đoạn video mang cảm giác hoài cổ và bí ẩn có sự xuất hiện của khách mời Park Ji-hu và Choi Hyun-wook

## Danh sách người thực hiện
Các credit được điều chỉnh từ Melon.
- Ylva Dimberg – soạn nhạc, viết lời
- The Black Skirts – viết lời
- Oohyo – viết lời
- Minji (NewJeans) – viết lời
- 250 – soạn nhạc, hòa tấu

## Giải thưởng
"Ditto" đã giành được 8 cúp trong chương trình âm nhạc tại Hàn Quốc, trong đó có triple Crown (ba giải) trên Inkigayo. Ca khúc cũng đã giành được Giải thưởng yêu thích hàng tuần của Melon vào ngày 23 tháng 1 năm 2023.
| Giải thưởng               | Năm  | Hạng mục                                             | Kết quả           | Ng.    |
| ------------------------- | ---- | ---------------------------------------------------- | ----------------- | ------ |
| Asia Artist Awards        | 2023 | Bài hát của năm                                      | Đoạt giải         | [ 23 ] |
| Billboard Music Awards    | 2023 | Top bài hát K-Pop toàn cầu                           | Đề cử             | [ 24 ] |
| Circle Chart Music Awards | 2024 | Nghệ sĩ của năm – Mảng kỹ thuật số                   | Đoạt giải         | [ 25 ] |
| Circle Chart Music Awards | 2024 | Nghệ sĩ của năm – Phát trực tuyến người nghe độc đáo | Đoạt giải         | [ 25 ] |
| Clio Music Awards         | 2024 | Video âm nhạc hay nhất                               | Lọt vào danh sách | [ 26 ] |
| Golden Disc Awards        | 2024 | Daesang mảng kỹ thuật số (Bài hát của năm)           | Đoạt giải         | [ 27 ] |
| Golden Disc Awards        | 2024 | Bonsang bài hát kỹ thuật số                          | Đoạt giải         | [ 27 ] |
| Japan Record Awards       | 2023 | Giải thưởng thành tích xuất sắc                      | Đoạt giải         | [ 28 ] |
| Japan Record Awards       | 2023 | Grand Prix                                           | Đề cử             | [ 28 ] |
| Korean Music Awards       | 2024 | Bài hát của năm                                      | Đoạt giải         | [ 29 ] |
| Korean Music Awards       | 2024 | Bài hát K-pop hay nhất                               | Đoạt giải         | [ 29 ] |
| MAMA Awards               | 2023 | Bài hát của năm                                      | Đoạt giải         | [ 30 ] |
| MAMA Awards               | 2023 | Nhóm nữ trình diễn vũ đạo xuất sắc nhất              | Đoạt giải         | [ 30 ] |
| Melon Music Awards        | 2023 | Bài hát của năm                                      | Đoạt giải         | [ 31 ] |
| Music Awards Japan        | 2025 | Bài hát K-pop hay nhất tại Nhật Bản                  | Đoạt giải         | [ 32 ] |

| Chương trình     | Ngày                | Ng.    |
| ---------------- | ------------------- | ------ |
| Show! Music Core | 7 tháng 1 năm 2023  | [ 33 ] |
| Show! Music Core | 14 tháng 1 năm 2023 | [ 34 ] |
| Show! Music Core | 28 tháng 1 năm 2023 | [ 35 ] |
| Show! Music Core | 4 tháng 2 năm 2023  | [ 36 ] |
| Inkigayo         | 8 tháng 1 năm 2023  | [ 37 ] |
| Inkigayo         | 29 tháng 1 năm 2023 | [ 38 ] |
| Inkigayo         | 5 tháng 1 năm 2023  | [ 39 ] |
| Music Bank       | 13 tháng 1 năm 2023 | [ 40 ] |

## Chứng nhận
| Quốc gia | Chứng nhận  | Số đơn vị/doanh số chứng nhận |
| --- | ----------- | ----------------------------- |
| New Zealand (RMNZ)                                                                                          | Vàng        | 15.000‡                       |
| Phát trực tuyến                                                                                             |             |                               |
| Hàn Quốc (KMCA)                                                                                             | 2× Bạch kim | 200.000.000                   |
| Nhật Bản (RIAJ)                                                                                             | 2× Bạch kim | 200.000.000                   |
| ‡ Chứng nhận dựa theo doanh số tiêu thụ và phát trực tuyến. · Chứng nhận dựa theo doanh số phát trực tuyến. |             |                               |

## Lịch sử phát hành
| Khu vực   | Ngày                 | Định dạng             | Hãng | Tham khảo |
| --------- | -------------------- | --------------------- | ---- | --------- |
| Nhiều nơi | 19 tháng 12 năm 2022 | Tải nhạc số streaming | ADOR | [ 5 ]     |